# 小花楠
小花楠（学名：Phoebe minutiflora）为樟科楠属下的一个种。其种加词“Minutiflora ”意为“花很小的”。
现接受名为小花润楠（Machilus minutiflora (H.W.Li) L.Li, J.Li & H.W.Li, 2011）。